# 圣莫里斯迪代塞尔
圣莫里斯迪代塞（法語：Saint-Maurice-du-Désert，法語發音：[sɛ̃ moʁis dy dezɛʁ] ⓘ）是法国奥恩省的一个旧市镇，位于该省中西部，属于阿朗松区。2016年1月1日，圣莫里斯迪代塞尔和相邻的拉索瓦热尔合并为新市镇莱蒙当代讷（Les Monts d'Andaine）

## 地理
圣莫里斯迪代塞尔（48°36'38"N, 0°23'17"W）面积11.3 平方千米，位于法国诺曼底大区奧恩省，该省份为法国西北部内陆省份，北起顺时针与卡爾瓦多斯省、厄尔省、厄尔-卢瓦省、萨尔特省、马耶讷省和芒什省接壤。
与圣莫里斯迪代塞尔接壤的市镇（或旧市镇、城区）包括：博万、马塞堡、勒格赖、隆莱勒泰松、圣米歇尔德桑代讷、莱蒙当代讷、马塞堡。
圣莫里斯迪代塞尔的时区为UTC+01:00、UTC+02:00（夏令时）。

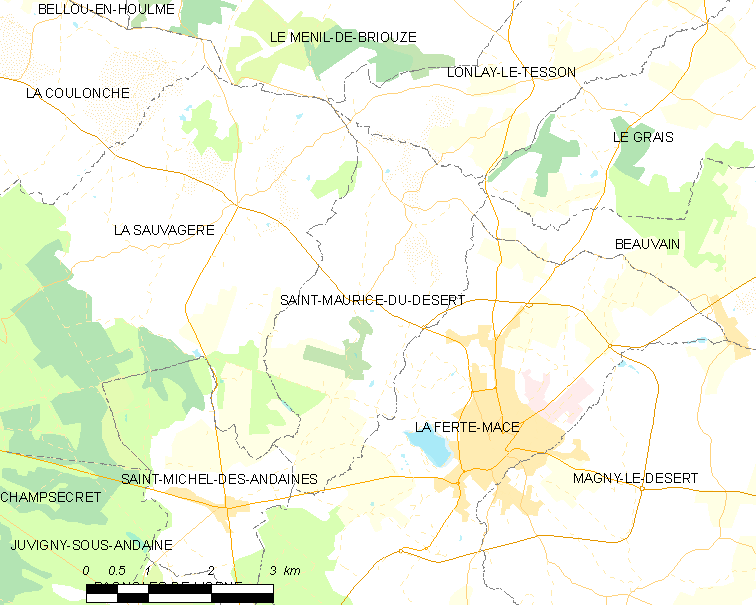
圣莫里斯迪代塞尔的OSM定位图

## 行政
圣莫里斯迪代塞尔的邮政编码为61600，INSEE市镇编码为61428。

## 政治
圣莫里斯迪代塞尔所属的省级选区为马塞堡县。

## 人口

1962-2008年间圣莫里斯迪代塞尔人口变化图示

圣莫里斯迪代塞尔于2018年1月1日时的人口数量为753人。